# HD215794
HD215794 — хімічно пекулярна зоря спектрального класу A5, що має видиму зоряну величину в смузі V приблизно  9,4.
Вона  розташована на відстані близько 893,6 світлових років від Сонця.